# ダイコクコガネ
ダイコクコガネ（大黒黄金）Copris ochus は、コウチュウ目（鞘翅目）・コガネムシ科に分類される甲虫の一種。大型の糞虫で、オスの頭部に角がある。日本では北海道から口永良部島（鹿児島県・大隅諸島）まで、日本以外では朝鮮半島と中国にも分布する。

## 形態
成虫の体長は20mm-32mmで、糞虫では日本最大の種類である。成虫の体は体高が高くずんぐりとした紡錘形を示し、体色は黒色。背面は全体に鈍い光沢を有し、前翅表面は点刻が規則的につながって無数の列条を形成する。腹面には茶色の短い毛がある。頭部は半円形でシャベルのような形をしている。脚もがっしりしていて脛節に多くの棘があり、特に前脚の脛節は平たく幅広く発達している。この頭と脚の形状は地中や糞に潜りこむのに適応した構造といえる。
オス成虫の頭部には上向きに1本の角が生え、さらに前胸にも前向きの低い角が4つ並んでいる。このため大きさが判らないオスの写真や図はカブトムシ類にも見える。メスには角がなく、前胸の4本角も小さな「いぼ状突起」という程度である。
幼虫はいわゆるジムシ型である。

## 生態
成虫は10月頃まで生存、活動しているが、春から初夏にかけて最もよく活動し、繁殖もこの時期におこなわれる。盛夏には専ら地中で幼虫の育児球の手入れや夏眠で過ごす。
天気の良い日にはブンブンとよく飛翔し、餌となる草食動物の排泄物に集まる。彼らは栄養分に乏しい食物を徹底的に消化吸収する必要があるため、ダイコクコガネの成虫の消化管の全長は体長の10.2倍、それに次ぐ近縁種ミヤマダイコクコガネの場合でも8.6倍に達する。またその90％は中腸が占める。牛糞を食べている時の両種は、摂食と同時に数珠状につながった糞を肛門から延々と排泄し続ける姿がしばしば観察される。
牧場で人工飼育されているウシやウマといった草食家畜動物の糞を餌としている姿が一般に知られるが、そうした環境が無い純野生下では、タヌキ、ニホンザル、イノシシ、シカ、カモシカ等の糞にも集まり、腐肉等によるベイトトラップでも時折採集される。また、現状として日本でウシの放牧が行われている場は高原である場合が多く、それらで見られるのは多くの場合近縁種のミヤマダイコクコガネである。
ウシやウマの糞を餌としていて、それらの動物がいる牧場に多く生息する。ただし平野部の牧場には少なく、丘陵地や山地の牧場によく生息する。成虫は夏に発生し、糞に集まって深い竪穴を掘る他、夜には灯火に飛来する。
成虫はつがいで竪穴の中に糞の塊を運びこんでひとかたまりにしてしばらく寝かして発酵させた後、複数の育児球に加工してその先端部内に産卵し、その後もそばに留まって育児球を管理する。卵から孵化した幼虫は育児球の内部を食べて成長する。

## 保全状況評価
絶滅危惧II類 (VU)（環境省レッドリスト）
日本ではウシやウマを一年中放牧している牧場が少なくなり、糞が安定供給されなくなったため、全国的に数を減らしている。2000年の環境省レッドリストにて本種は初めて記載され、その時のランクは「準絶滅危惧」であった。その後、2007年以降の環境省レッドリストでは「絶滅危惧II類」に指定されている。

## 近縁種

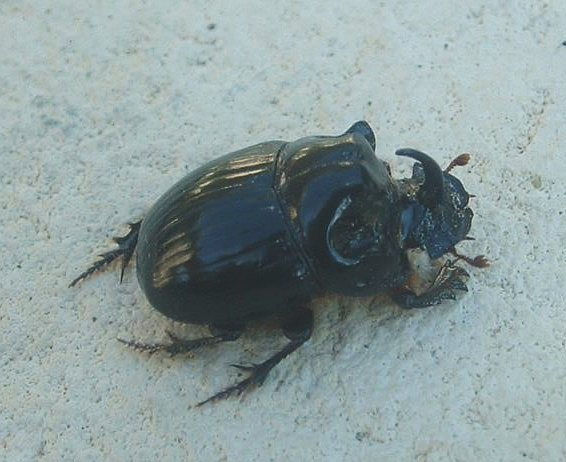
ダイコクコガネの一種 Copris lunaris のオス。ヨーロッパに分布

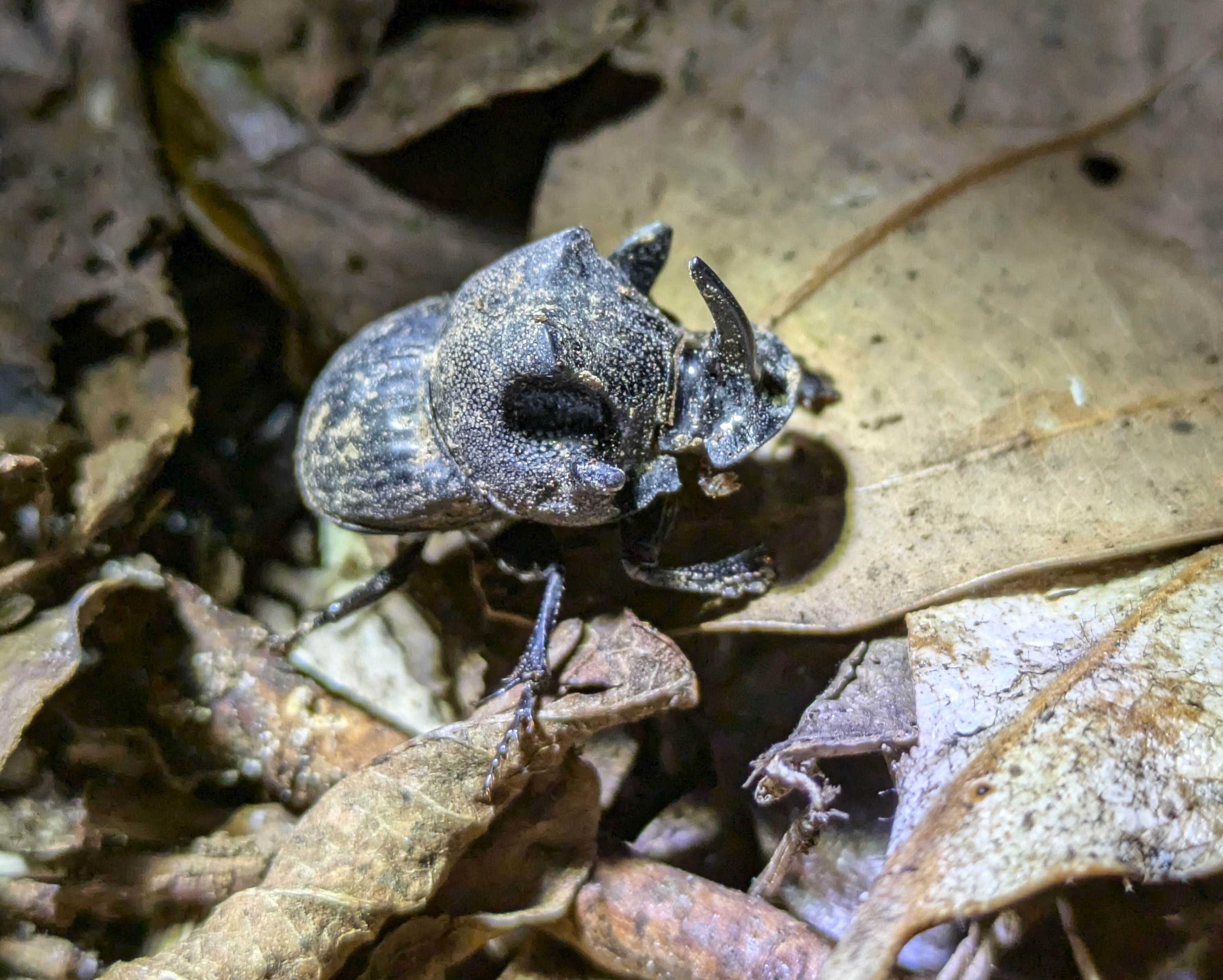
マルダイコクコガネ 奄美大島 2024-12-02

ダイコクコガネ属（Copris 属）はダイコクコガネの他にも多くの種類がある。日本にはダイコクコガネ以外に4種類が分布する。
ミヤマダイコクコガネ C. pecuarius Lewis, 1884
ダイコクコガネに似るが、体長は17mm-24mmで、ダイコクコガネよりは小さい。また、和名通りダイコクコガネよりも標高の高い山地に生息する。本州、四国、九州に分布し、国外では朝鮮半島、ロシアに分布している。
ゴホンダイコクコガネ C. acutidens Motschulsky, 1860
体長は10mm-16mm。ダイコクコガネよりだいぶ小さいが、和名通りオス成虫の前胸にある4本の角はダイコクコガネよりもくっきりと尖る。ダイコクコガネやミヤマダイコクコガネと混生している一方、本種は食物さえあれば自然環境のそれほど豊かでない市街地近隣にも生息し、シカの暮らす奈良公園が本種の見られるフィールドとして有名である。
ヒメダイコクコガネ C. tripartitus Waterhouse, 1875
体長14mm-20mm。中国、朝鮮半島に分布するが、日本では対馬だけに分布する。対馬では森林内の鹿糞に集まる。本州の数十万年前の地層から化石が見つかっており、かつては本州にも広く分布していたと推測されている。環境省レッドリストで情報不足 (DD)、長崎県レッドデータブックで絶滅危惧II類 (VU) に指定されている。
マルダイコクコガネ C. brachypterus Nomura, 1964
体長は13mm-20mm。後翅が退化しており飛べない。上翅および腹部は後方に向かってすぼまり、前胸が大きく発達した特異な形態をしている。奄美大島と徳之島だけに分布する。徳之島産は別亜種とされる。山地に棲みアマミノクロウサギの糞塊の下に坑を掘って糞を運び込む。時には前脚で抱えて後ろ向きに引きずって離れた場所に運ぶこともある。国立公園指定動物及び奄美大島、徳之島の条例で指定希少野生動植物に指定され採集は禁じられている。環境省レッドリスト、鹿児島県レッドデータブックとも絶滅危惧II類 (VU) としている。
ヨーロッパ産のスペインダイコクコガネ C. hispanus (Linnaeus, 1764) はスカラベと共にファーブルの「昆虫記」に登場する。